# Srpski Ekran
A Srpski ekran (cirill: Српски екран, ’Szerb képernyő’) a magyarországi szerb kisebbség számára létrehozott magazinműsor, mely heti egy alkalommal, 26 percben követi a szerb nemzetiség hétköznapi életének és ünnepeinek jelentős pillanatait.

## Cél
A műsor legfőbb szándéka, hogy a magyarországi szerbek társadalompolitikai és kulturális aktualitásainak minden területéről hű képet alkosson, mindamellett a műsorstruktúrájában kiemelt szerepet kap az anyaország, Szerbia és Magyarország kölcsönös együttműködésével összefüggő témák feldolgozása. A műsorban fontos helyet foglalnak el a portrék, útifilmek, riportfilmek, hosszabb - rövidebb dokumentumfilm-blokkok, valamint a kulturális és szórakoztató jellegű témák.